# 마하치 무르타잘리예프
마하치 달가토비치 무르타잘리예프(러시아어: Махач Далгатович Муртазалиев, 1984년 6월 4일~)는 러시아의 전직 레슬링 선수이다. 2004년 하계 올림픽에서 자유형 라이트급 동메달을 획득했으며 세계 선수권 대회 2회 우승, 유럽 선수권 대회 4회 우승을 달성했다.